# Hermann Rudolf
Hermann Rudolf (* 7. Oktober 1960) ist ein ehemaliger deutscher Fußballspieler. Der Offensivspieler bestritt Mitte der 1980er Jahre 59 Zweitligaspiele für den SC Freiburg, in denen er drei Tore erzielte.

## Sportlicher Werdegang
Rudolf entstammt der Jugend des Hohensteiner Ortsteilvereins TSV Oberstetten, den er in Richtung SSV Reutlingen 05 verließ. Für den Klub debütierte er in der seinerzeit drittklassigen Oberliga Baden-Württemberg im Erwachsenenbereich. 1981 wechselte er vom Abstiegskandidaten zum um den Aufstieg spielenden Ligakonkurrenten SpVgg 07 Ludwigsburg, mit dem er in der Spielzeit 1981/82 Vizemeister hinter dem SSV Ulm 1846 wurde. Dabei hatte er mit 18 Saisontoren maßgeblichen Anteil am Erfolg, damit platzierte er sich hinter dem zweimal erfolgreichen Torschützenkönig Manfred Grimm und Etepe Kakoko gleichauf mit Hermann Klebs an dritter Stelle der Torschützenliste. Nach 15 Saisontoren und einem siebten Tabellenplatz im folgenden Jahr hatte er sich höherklassig einen Namen gemacht.
Im Sommer 1983 wechselte Rudolf in den Profifußball und schloss sich dem Zweitligisten SC Freiburg an. Unter Trainer Fritz Fuchs kam er in seiner ersten Spielzeit regelmäßig zum Einsatz. Am Saisonende verbuchte er zwei Tore in 34 Ligaspielen. Unter Nachfolger Anton Rudinski rückte er zeitweise ins zweite Glied, so dass er nach zwei Saisons dem Klub wieder den Rücken kehrte und erneut in die Oberliga Baden-Württemberg wechselte. Fortan ging er wieder für seine erste Station im Erwachsenenbereich, den SSV Reutlingen 05 auf Torejagd. Nach acht Toren in der Spielzeit 1985/86 traf er in der folgenden Saison mit 14 Saisontreffern wieder zweistellig. Gleichzeitig war er unter Trainer Lothar Emmerich sowie dessen Nachfolger Lorenz-Günther Köstner unumstrittener Stammspieler und verpasste kaum eine Partie.
Die Spielzeit 1988/89 beendete Rudolf mit seinem Klub punktgleich mit dem 1. FC Pforzheim, so dass ein Entscheidungsspiel um Meisterschaft und Teilnahme zur Aufstiegsrunde zur 2. Bundesliga entscheiden musste. In der im Frankenstadion Heilbronn ausgetragenen und vom renommierten Schiedsrichter Karl-Heinz Tritschler, der knapp eine Woche später das Endspiel um den Europapokal der Landesmeister 1988/89 leiten sollte, gepfiffenen Partie avancierte Rudolf zum Matchwinner, als er die Pforzheimer Führung durch Gerhard Woltersdorf in der ersten Spielhälfte per Strafstoß egalisierte und mit seinem Treffer zum 2:1-Endstand kurz nach Wiederanpfiff die Reutlinger in zur Meisterschaft schoss. Dort verpasste die Mannschaft mit sechs Punkten als Tabellendritter einen der beiden letztlich von KSV Hessen Kassel und der SpVgg Unterhaching belegten Aufstiegsplätze. Unter dem neuen Trainer Jürgen Strack belegte die Mannschaft in der folgenden Spielzeit nach einer 0:2-Niederlage im direkten Duell um den Meistertitel am letzten Spieltag nur den zweiten Platz hinter der Amateurmannschaft des Karlsruher SC, dabei hatte Rudolf mit 22 Saisontoren erneut geglänzt. Abermals reichte es in der anschließenden Aufstiegsrunde zur 2. Bundesliga nur zum dritten Rang. Dieses Mal erwiesen sich  der 1. FSV Mainz 05 sowie der 1. FC Schweinfurt als zu stark. Durch einen 3:0-Endspielerfolg über den FC Wangen 05 im WFV-Pokal 1989/90 gelang jedoch zumindest ein Titelgewinn, der zur Teilnahme am DFB-Pokal 1990/91 berechtigte. Nach einem dritten Tabellenplatz in der folgenden Spielzeit verließ Rudolf den Klub.
Rudolf heuerte im Sommer 1991 beim Ligakonkurrenten SSV Ulm 1846 an, mit dem er Vizemeister hinter seinem Ex-Klub aus Reutlingen wurde. Nach nur einer Spielzeit kehrte er anschließend zurück, wo er sich nun hinter dem Meister aus Ulm einreihen musste. 1994 qualifizierte er sich mit dem Klub für die neu eingeführte drittklassige Regionalliga.
| Personendaten    | Personendaten            |
| ---------------- | ------------------------ |
| NAME             | Rudolf, Hermann          |
| KURZBESCHREIBUNG | deutscher Fußballspieler |
| GEBURTSDATUM     | 7. Oktober 1960          |